# Sổ bà
Sổ bà (Dillenia indica), tên tiếng Anh là elephant apple, tên tiếng Thái: co má sản, là một loài Sổ có nguồn gốc từ Vân Nam (Trung Quốc), Ấn Độ, Sri Lanka, Việt Nam, Thái Lan, Malaysia và Indonesia.

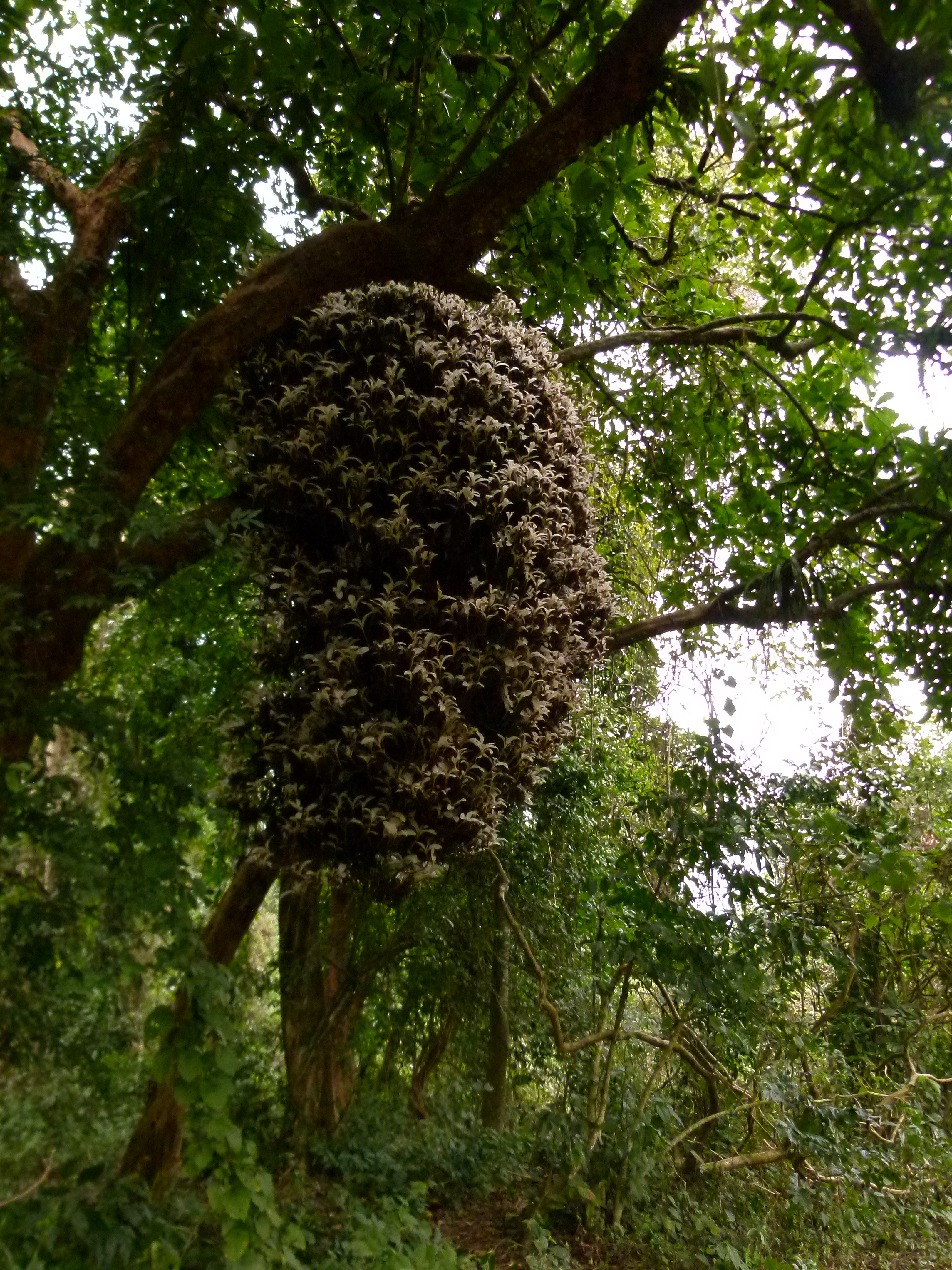
Dillenia indica bạch tạng ở Khu bảo tồn hổ Pakke, Arunachal Pradesh, Ấn Độ

## Mô tả
Sổ là một loại cây bụi lớn thường xanh hoặc cây gỗ nhỏ đến trung bình cao đến 15 m. Lá có chiều dài 15–36 cm, có bề mặt với các đường gân lá ấn tượng. Cành của nó được dùng để làm củi có chất lượng tốt. Bông hoa lớn, 15–20 cm, có năm cánh hoa màu trắng và nhị màu vàng. Quả tròn to, màu vàng xanh, có nhiều hạt và ăn được. Quả mang đài tồn tại, hình cầu, có đường kính từ 5–12 cm với 15 lá noãn, mỗi lá noãn chứa năm hạt trong thịt quả ăn được nhưng xơ. Lá đài dày, to, không nứt, rất rắn, bao bọc tạo thành "quả giả", khi già có màu vàng nâu.

## Phân loại
Dillenia indica là một trong nhiều loài được Linnaeus mô tả lần đầu tiên trong ấn bản thứ 10 về Systema Naturae của ông vào năm 1759.

## Sinh thái học
Quả sổ là loại trái cây lớn, cứng ăn được mà chỉ những động vật lớn trong tự nhiên mới có thể tiếp cận được. Một nghiên cứu tại Khu bảo tồn hổ Buxa của các nhà sinh thái học Sekar & Sukumar đã chỉ ra rằng voi châu Á dường như có sở thích đặc biệt với quả của D. indica, và do đó chúng là loài phân tán hạt quan trọng cho loài cây này. Với viễn cảnh loài voi sắp tuyệt chủng, loài cây này đã phát triển một hệ thống dự phòng, theo đó những quả cứng của nó vốn chỉ có động vật ăn cỏ mới có thể tiếp cận được, từ từ mềm ra trên nền rừng trong suốt mùa khô giúp các động vật nhỏ hơn như khỉ, động vật gặm nhấm và sóc có thể tiếp cận nó. Hạt từ cả quả già và quả non đều có thể nảy mầm tốt, cho phép sự tồn tại của cây này độc lập với sự tồn tại của bộ phận phát tán "khổng lồ" chính của nó.

## Sử dụng
Quả sổ có vị chua và được sử dụng trong ẩm thực Ấn Độ trong món cà ri, mứt (ouu khatta) và thạch. Ngoài ra, quả có thể dùng nấu canh hay ép lấy nước làm thức uống.